# Chrysopa fulvocephala
Chrysopa fulvocephala är en insektsart som beskrevs av Curtis 1834. Chrysopa fulvocephala ingår i släktet Chrysopa och familjen guldögonsländor. Inga underarter finns listade i Catalogue of Life.